# Matràs de Kjeldahl

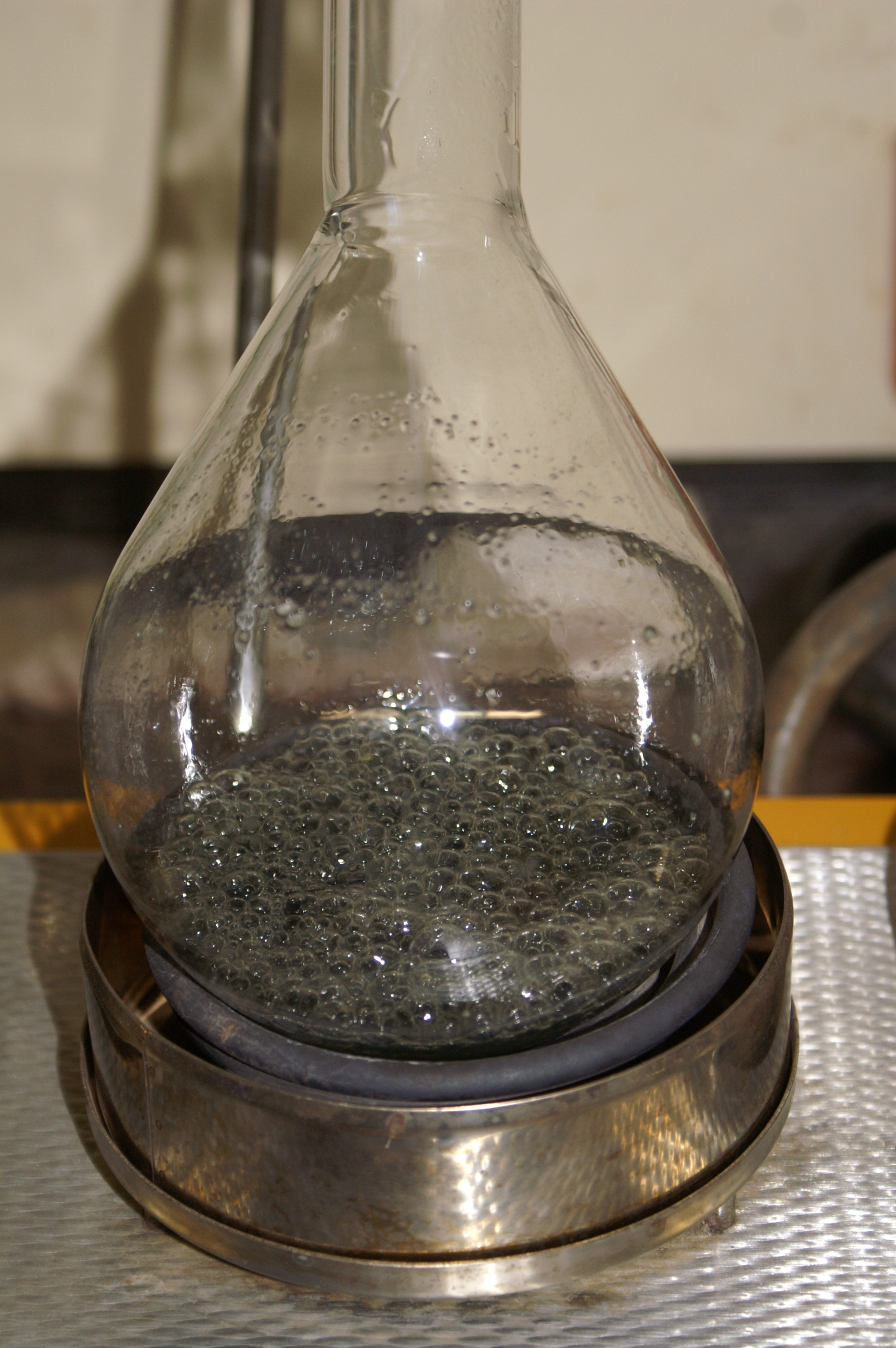
Matràs de Kjeldahl

El matràs de Kjeldahl és un matràs de forma de pera i coll llarg, dissenyat pel químic danès Johan Kjeldahl. És emprat per a efectuar digestions i mineralitzacions de substàncies, amb el mètode de Kjeldahl, que és la més important per determinar el nitrogen protéinic d'una mostra.
Va ser dissenyat per Kjeldahl, químic en cap del laboratori de recerca de la fàbrica de cervesa danesa Carlsberg per tal de resoldre un problema relacionat amb la cervesa. Kjeldahl s'hi interessà en el contingut de proteïna dels cereals (bàsicament ordi) utilitzat per fer la cervesa que en essència significava conèixer la quantitat de nitrogen proteínic que tenien les mostres. Va desenvolupar un mètode més senzill del que, aleshores, utilitzaven Gay-Lussac i Justus von Liebig. El mètode de Kjeldahl va poder generar ions d'amoni. La solució aleshores es diluïa i es transferia a un aparell simple de destil·lació el qual incloïa el matràs de coll llarg que va passar a portar el seu nom.